# Klášter alžbětinek (Bratislava)
Klášter alžbětinek s kostelem sv. Alžběty Uherské je soubor barokních sakrálních staveb v centru Bratislavy.
Tak jako několik dalších církevních staveb v hlavním městě Slovenska z první poloviny 18. století, i komplex kostela s klášterem alžbětinek je spojen s velkorysou mecenášskou činností arcibiskupa a uherského primase Imricha Esterházyho. Kostel svaté Alžběty, postavený v letech 1739–1745, je z uměleckohistorického hlediska spojován především se dvěma umělci - významným rakouským architektem Franzem Antonem Pilgramem (1699–1761) a jeho krajanem, malířem Paulem Trögerem (1698–1762).

## Historie výstavby
Koncem léta 1738 se na přání tehdejšího ostřihomského arcibiskupa Esterházyho, do Prešpurku z Vídně přestěhovaly řeholnice špitálského řádu alžbětinek. Spolu s jinými řády byla jejich hlavní náplní péče o nemocné a sirotky. Usadily se na severním předměstí tehdejšího města, kde od nepaměti stávaly špitály a chudobince. Toto místo obývaly již v minulosti (působily zde od roku 1420), ale ve třicátých letech 16. století jej byly nuceny vzhledem k tureckému ohrožení opustit. Jejich klášter i se špitálem byly v obavě, aby se nestaly opěrnými body blížících se tureckých hord, zbourány.
Řeholnice se sem vrátily až v roce 1738. V rozmezí následujících čtyř let si na dnešní Špitálské ulici postavily komplex klášterních budov, nemocnice a kostela. Jeho součástí byl i rajský dvůr a rozsáhlé zahrady.
Přípravné práce na stavbu kostela začaly již v prosinci 1738, tedy po třech měsících od příchodu sester alžbětinek z Vídně. Základní kámen byl položen 22. června 1739. V roce 1740 byla dokončena stavba zdí a v roce 1742 bylo dosaženo nejvyššího bodu stavby. 18. září téhož roku se konalo svěcení dvou zvonů, které daroval arcibiskup Esterházy. Větší z nich byl zasvěcen patronce kostela a svatému Imrichovi, menší Panně Marii Sedmibolestné. V roce 1743 byla dokončena celá stavba a 10. listopadu se za přítomnosti vícero hodnostářů konalo slavnostní vysvěcení kostela. První bohoslužba se v kostele konala 19. listopadu 1743.
Výzdobou interiéru kostela pověřili jednoho z nejvýznamnějších rakouských umělců tohoto období - Paula Trogera (1698 - 1762) – v letech 1754–1757 rektora vídeňské Akademie umění. Přestože Troger patří k významným představitelům pozdního baroka v celoevropském kontextu, na Slovensku zanechal jediné dílo - výzdobu klášterního kostela alžbětinek v Bratislavě. Jeho fresky v klenbách a obrazy na všech třech oltářích jsou obsahovou i výtvarnou dominantou a završením celé výzdoby interiéru jak po umělecké, tak po ideové stránce.
Během 2. světové války byl komplex alžbětinského kláštera vážně narušen bombardováním. Do prostory bývalé zahrady později radikálně zasáhla výstavba z druhé poloviny 20. století, kdy byl ze strany Heydukovy ulice postaven nemocniční areál. Z původního prostoru zahrady zůstalo jen torzo.

## Prohlídka kostela
Kostel svaté Alžběty uherské patří k významným architektonickým dominantám okrajové části historické zóny Bratislavy. Spolu s nedalekým, slohově mladším Kostelem svatého Ladislava, dotváří jeho bohatě členěné hlavní průčelí architektonický ráz místa, zastavěného převážně moderní výstavbou.
Tato jednolodní barokní stavba je dílem vídeňského stavitele Franze Antona Pilgrama, který kromě své vlasti působil počátkem 16. století, či snad již koncem století předchozího i na území Slovenska. Jeho činnost je kromě Bratislavy doložena nebo předpokládaná např. ve středoslovenské důlní oblasti – v Banské Bystrici, Sásové, Banské Štiavnici, ale i na východním Slovensku - Jasov.
Jeho vůbec prvním dílem byla stavba alžbětinského kostela ve Vídni, a proto je i bratislavský kostel postaven v podobném stylu. Podle dochovaného prospektu z konce 30. let 18. století kopíroval Pilgram při projektování bratislavského kostela téměř věrně jednověžový kostel cisterciáků v západomaďarském Szentgotthardu s konvexně formovaným tříosým průčelím.

### Exteriér

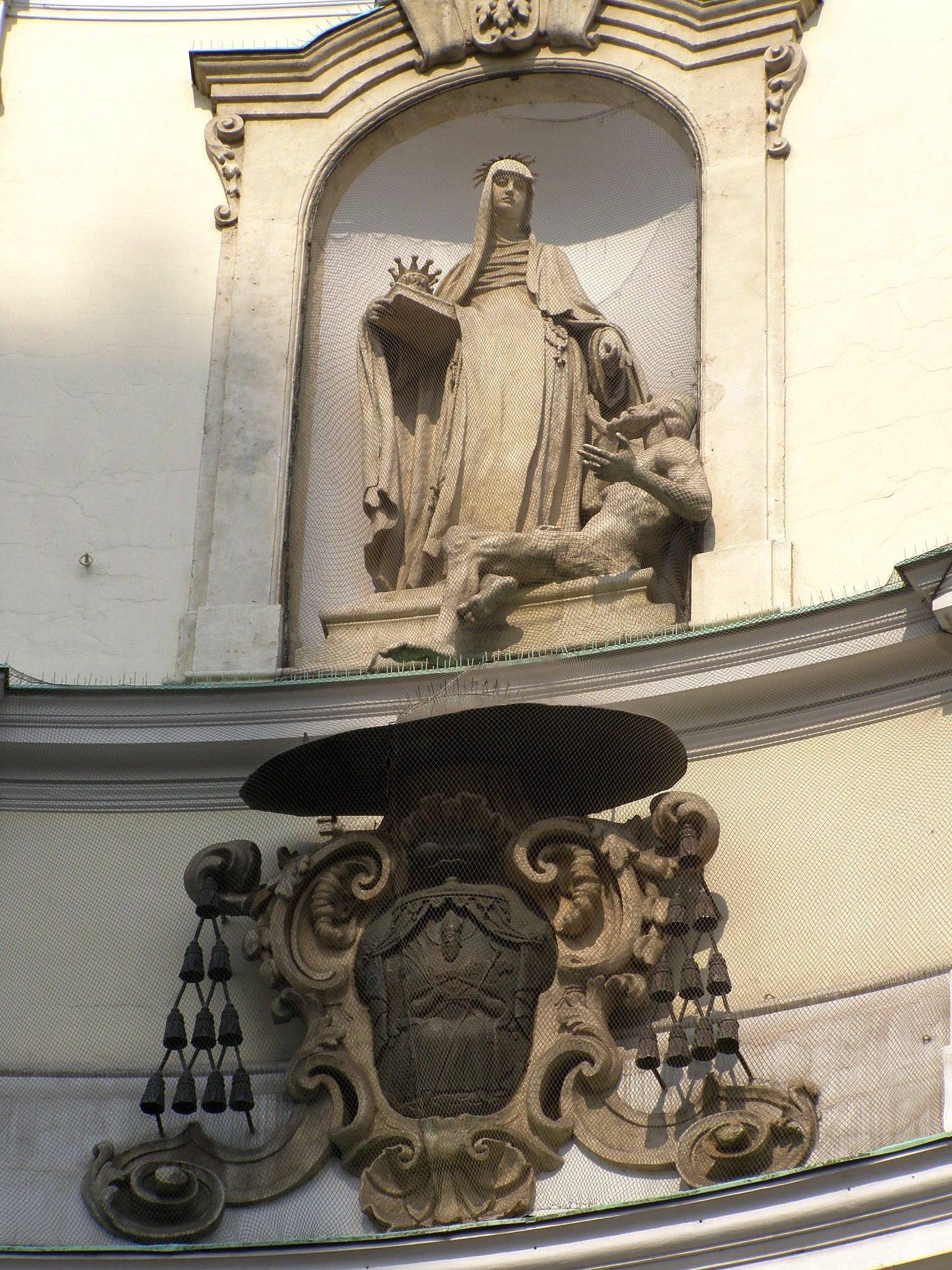
Sousoší Svatá Alžběta se žebrákem v nice průčelí. Pod ním reliéfní erb arcibiskupa Imricha Esterházyho

Průčelí kostela svým konkávním prohnutím, velkým kazulovým oknem a členěním průčelí nikami, pilastry a horizontálními římsami působí duchem radikálního baroka.
Charakteristickým znakem průčelí kostela je jeho etážovitost. Horizontálními římsami je děleno na čtyři nestejně vysoká pole. Druhé nadzemní pole vedle dominantního kazulového okna obsahuje po jeho stranách niky s postavami dvou uherských panovníků - světců: svatého Štěpána (vlevo) a svatého Ladislava. Ve středu vyššího podlaží je umístěn reliéfně ztvárněný erb arcibiskupa Esterházyho.
Čtvrté nadzemní podlaží ukončené po stranách volutami obsahuje v nice sousoší Svatá Alžběta se žebrákem.
Autorem sochařské výzdoby na chrámovém průčelí je významný umělec pozdního baroka - Ľudovít Gode (? - 1759). Sochař, pocházející ze slezské umělecké rodiny se ve čtyřicátých letech 18. století usadil v Bratislavě. V následujících téměř dvou desetiletích byla jeho tvorba spojena nejen s Bratislavou ale i s bližším či vzdálenějším okolím. Svým dílem navázal na tvorbu svého učitele Georga Raphaela Donnera – především kompozicí i typem postav. Jeho první významnou prací byla sochařská výzdoba alžbětinského kostela a kláštera. Vytvořil sochy na průčelí kostela – svatých Štěpána a Ladislava jakož i průčelí kláštera - svatých Imricha, Alžběty a Josefa a podílel se i na interiérové výzdobě - postavy v nástavci, krucifix a reliéfy na lavicích.
Ze všech jeho děl v kostele je vliv Donnerovy tvorby nejvíce patrný na sousoší Svatá Alžběta se žebrákem na průčelí kostela, kde postava žebráka ležícího u Alžbětiných nohou připomíná Donnerova žebráka ze skupiny Svatého Martina v Dómu svatého Martina.
Nad trojúhelníkovým tympanonem, jenž završuje průčelí, se zvedá hranolová věž se zvonicí zakončená helmicí.
Na hmotu kostela navazuje po levé straně dvoupatrová čtyřkřídlá stavba klášterní budovy. Z uměleckého hlediska na průčelí zaujme zejména portální část ozdobená sochami světců – Imricha, Alžběty a Josefa.

### Interiér

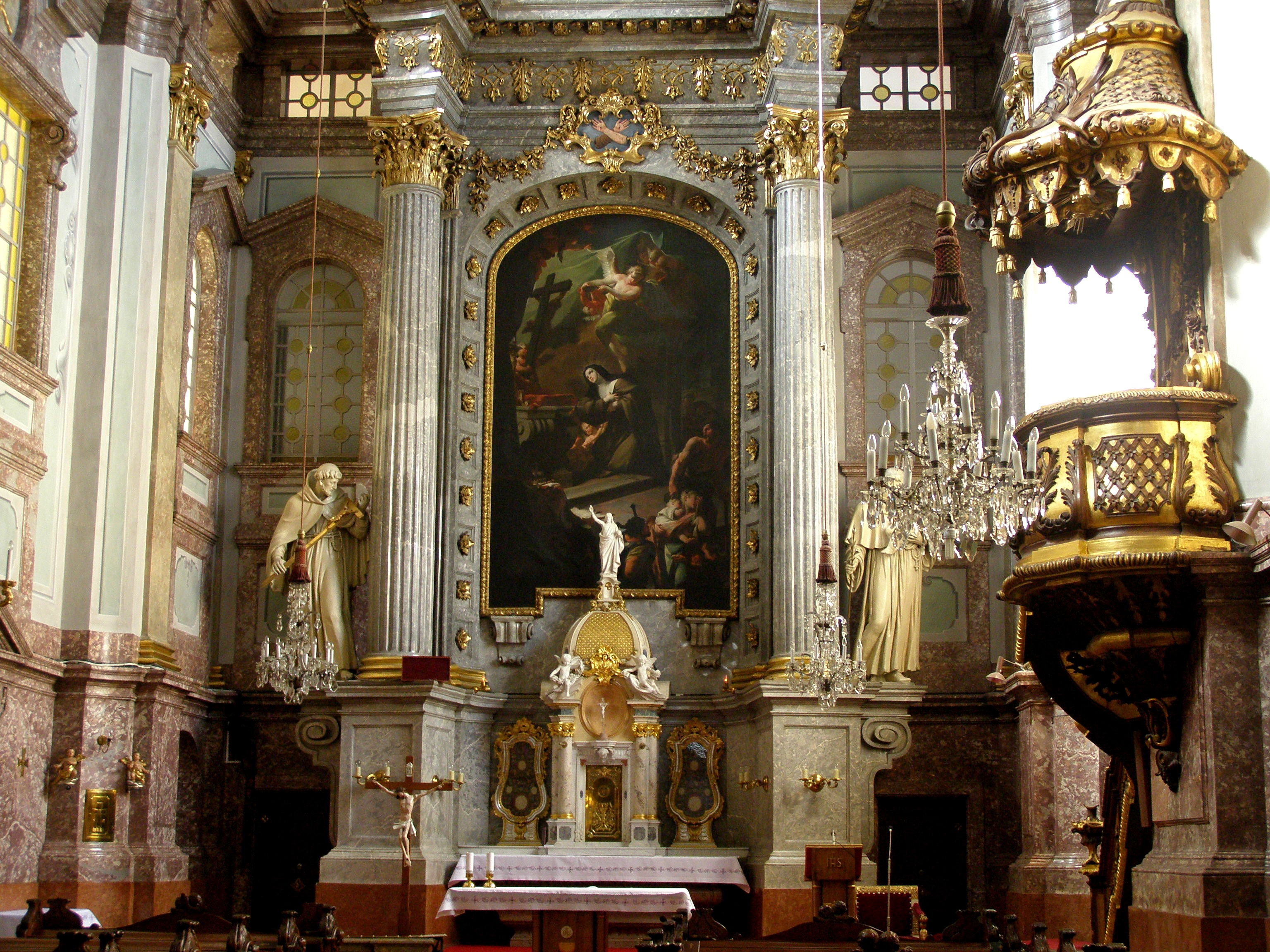
Pohled do interiéru kostela - hlavní oltář

Při vstupu do chrámu a prvním pohledu nás okouzlí jeho architektura s bohatou freskovou výzdobou.
Ikonografie výzdoby naplňuje jednotný program vázající se na patronku řehole, jíž je kostel zasvěcený - svatou Alžbětu Durynskou, její pozemský, mystický i posmrtný život. Ideovým ohniskem je obraz hlavního oltáře z roku 1741, na kterém Paul Troger zobrazil klíčový motiv legendy - Vidění svaté Alžběty s postavami klečící světice v řeholním rouchu a ukřižovaným Kristem, který se k ní naklání z kříže. Dílo zobrazuje vizi svaté Alžběty, která v extatickém vytržení sleduje zjevení Spasitele na kříži. Hlavní motiv je rozvinutý figurálním komparsem v popředí, poukazujícím na dobročinnost a milosrdné skutky světice.
Po stranách hlavního oltáře se nacházejí sochy v životní velikosti - svatého Františka z Assisi a svatého Antonína Padovského. Nad oltářním obrazem je znak františkánského řádu. Pod klenbou nad oltářem je holubice symbolizující Ducha svatého, kterou adorují po stranách dva cherubové s kadidlem v rukách.
Na bočních stěnách kostela jsou obrazy, jež jsou také dílem Paula Trogera a jeho žáků – Svatá Rodina na pravém bočním oltáři a Andělé oplakávajíce Krista na levém oltáři. Oba nesou signaturu a dataci 1743.
Pro každého návštěvníka chrámu je zřejmě nejzajímavější fresková výzdoba stropu. Tu realizoval Paul Troger spolu s pomocníky hned po dokončení obrazu hlavního oltáře v roce 1741 a podle signatury ji dokončil o rok později.
Ústřední kopuli pokrývá rozměrově nejrozsáhlejší freska glorifikace svaté Alžběty. Odkrývá se zde průhled do nebe orámovaný fiktivním kruhovým tamburem po obvodu, kde se odehrává oslavení svaté Alžběty zobrazené v řeholním rouchu. Klečí na oblacích před Kristem, jehož trůnící postava s křížem a svatozáří z paprsků je těžištěm výjevu. Ikonograficky přesahuje hlavní skupina na přední (čelní) straně ve směru osy kostela i s oblaky architektonické rámování. Do koncentrických prstenců oblaků po obvodu jsou zakomponovány skupiny andělských postav v pohybu, poletující andělé i nebeský chór andělů zpívajících a hrajících na hudební nástroje. Kruhová kupole je v pendentivech doplněna sedícími alegorickými ženskými postavami v malovaných nikách, jež znázorňují čtyři Ctnosti (personifikace Umírněnosti, Moudrosti, Trpělivosti a Štědrosti s jejich atributy) a s umělcovou signaturou pod jednou z nich: P. Troger fecit 1742.

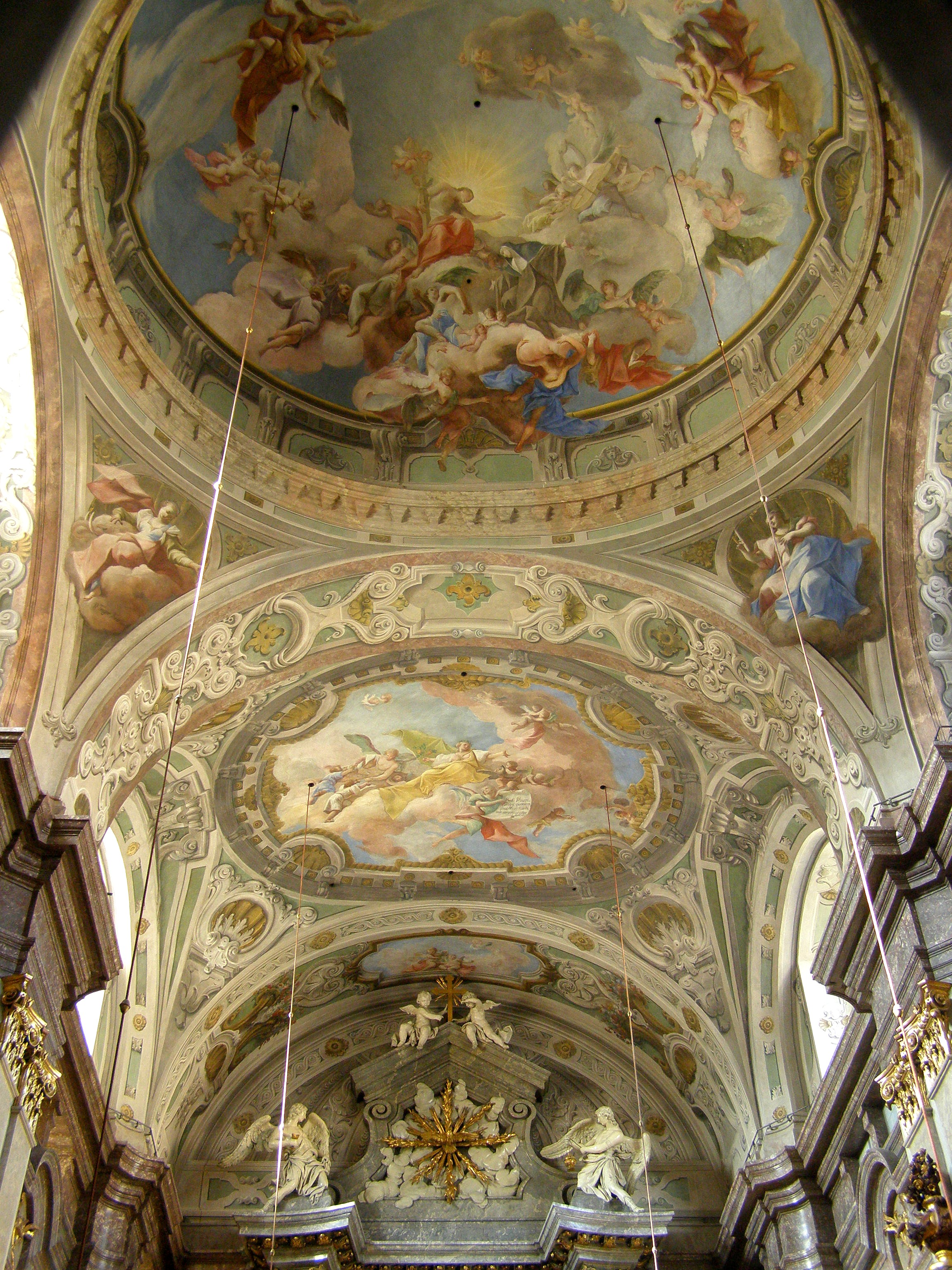
Klenbové fresková výmalba kostela s ústřední freskou glorifikace svaté Alžběty (1742 - 1743) od Paula Trogera

Malovaná iluzivní architektura na klenbové poli nad hlavním oltářem se rovněž otevírá do nebe s alegorickými postavami, které jsou symbolem Milosrdenství. Důležitým je letící anděl držící svitek s biblickým citátem z Matoušova evangelia ozřejmujícím smysl celku: Beati Misericordes quoniam ipsi Misericordiam consequentur (Blahoslavení milosrdní, neboť oni dojdou milosrdenství, Mt 5,7). Ke kompozici se zachovala původní Trogerova kresebná studie, která je dnes uložena v galerii Albertina ve Vídni.
Iluzivní malba na klenbě nad chórem je bez figurální složky.
Výzdoba bratislavského klášterního kostela Alžbětinek, k níž se však nedochovaly žádné archivní doklady, činila pouze odbočení ve sledu Trogerových prací pro významné rakouské kláštery.
Malby s alžbětinskou tematikou doplňují fiktivní tektonické články plných tvarů imitující plastickou výzdobu s barokní ornamentikou, které pokrývají celou plochu klenby a stěn a pokračují i na rovném podklenutí chóru u vchodu. Na realizaci iluzivní architektury a dekorativních doplňků se podíleli specialisté kvadraturisti, mistrovi pomocníci a jeho žáci, z nichž je v Bratislavě pravděpodobná účast Johanna Jakoba Zeillera (1708 - 1783). Sám ve svém životopise vzpomíná na klenbové fresky klášterního kostela alžbětinek a zejména na jejich iluzivní architektonické části. Ve vlastních freskách, jež vytvořil po návratu do vlasti v roce 1744 v Tyrolsku a jižním Německu, se často odvolává na Trogerovo dílo a v mnohém ho napodobuje.
I výzdoba ostatního chrámového zařízení se námětově váže k životu patronky kostela. Návštěvníka upoutá kazatelna na pravé stěně a také bohatě vyřezávané lavice z dubového dřeva. Na přední a zadní části lavic jsou vyřezány reliéfy se scénami ze života této velké světice. V zadní části je to mytí nohou chudým a rozdávání almužny žebrákům a vpředu péči o nemocné a přijetí řeholního roucha od biskupa. V kostele jsou dva chóry, což je vzácné. Chór na druhém patře sloužil řádovým sestrám a tedy patřil do klauzury, kde se sestry scházely k modlitbám.